# Ulica Jana Władysława Dawida we Wrocławiu

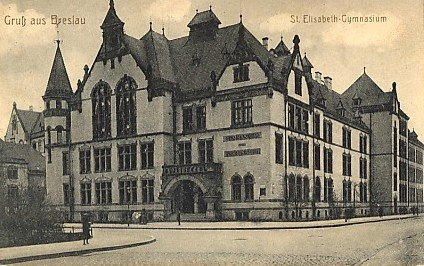
W 1915 r.u-hist

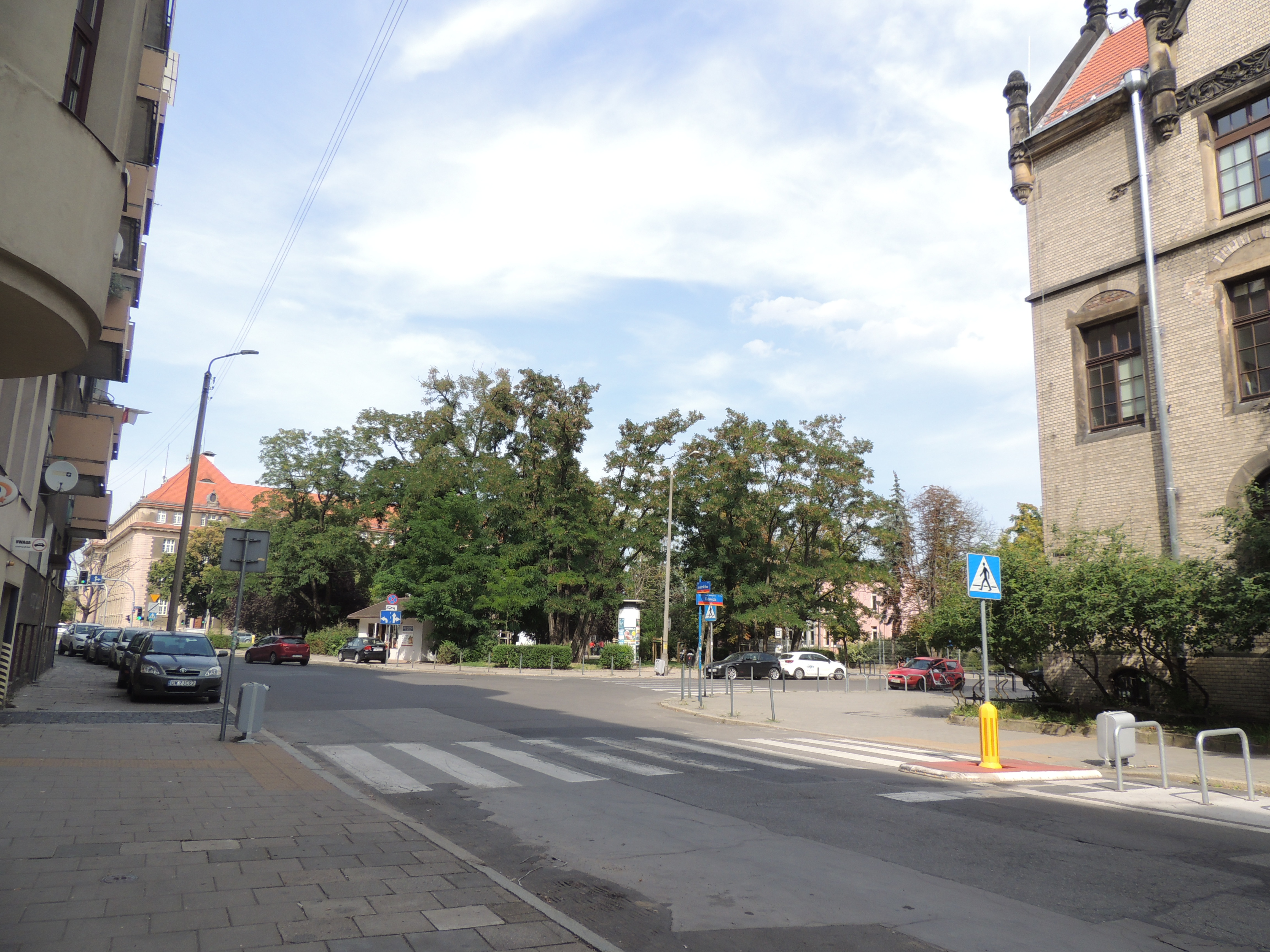
Początek ulicy

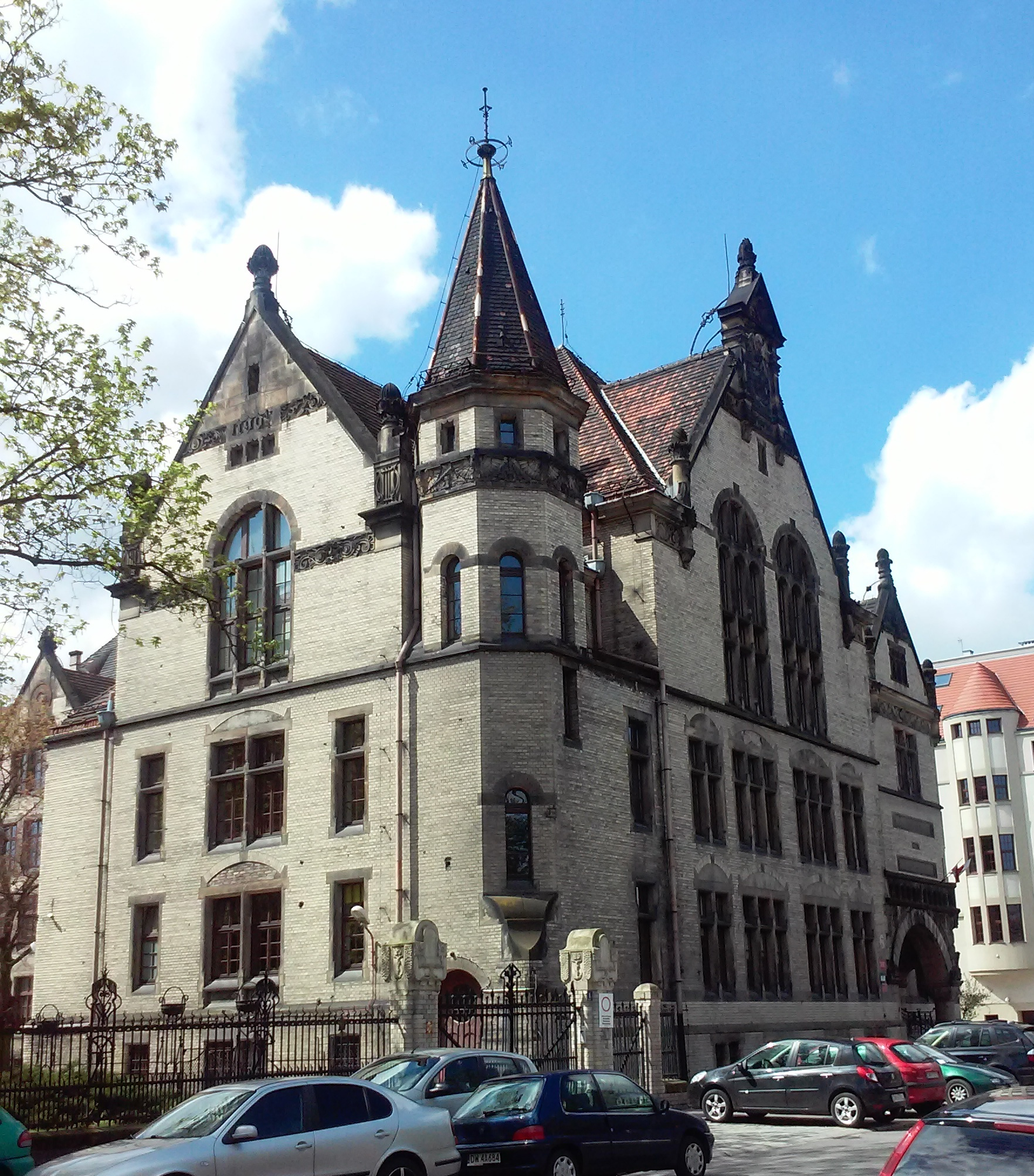
Ul. Dawida 1

Ulica Jana Władysława Dawida – ulica położona we Wrocławiu na osiedlu Huby, w dawnej dzielnicy Krzyki. Ulica ma 452 m długości w ramach kategorii dróg gminnych. Oprócz tego obejmuje działkę o statusie drogi wewnętrznej o długości 96 m. Biegnie od ulicy Joannitów do ulicy Hubskiej. Przy wymienionej drodze wewnętrznej, stanowiącej łącznik od ulicy Jana Władysława Dawida do ulicy Dyrekcyjnej, znajdują się przystanki autobusowe o nazwie „Dawida”, z których korzystają między innymi prywatni przewoźnicy drogowi realizujący lokalne połączenia autobusowe  . Ulica przebiega przez obszar wpisany do gminnej ewidencji zabytków pod pozycją Huby i Glinianki, którego historyczny układ urbanistyczny podlega ochronie. Ponadto przy ulicy i w najbliższym otoczeniu znajdują się obiekty wpisane do gminnej ewidencji zabytków, w tym ujęte także w rejestrze zabytków budynki i budowle: w zespole zabudowy Gimnazjum św. Elżbiety (obecnie Instytut Pedagogiki i Instytut Psychologii Uniwersytetu Wrocławskiego), w zespole zabudowy Miejskiej Szkoły Podstawowej, następnie Szkoły Zawodowej dla Dziewcząt (obecnie Zespół Szkół Zawodowych nr 5), oraz Szkoła Wyższa dla Panien, następnie koszary (obecnie Zespół Szkół nr 23).

## Historia
Teren położony pomiędzy współczesnymi ulicami: Glinianą, Suchą, Borowską i Gajową nazywany był Polami Stawowymi (Teichäcker). Nazwa ta pochodziła od stawu rybnego istniejącego jeszcze w XVI wieku. Przed włączeniem do miasta obszaru Pól Stawowych w ich obrębie wytyczono ulice: Dyrekcyjną, Joannitów i Jana Władysława Dawida, zgodnie z planem Alfreda von Scholtza z 1859 r.. Charakterystycznym elementem tego planu był prostokątny skwer u zbiegu wymienionych ulic (dziś Zieleniec przy ul. Dawida). W 1868 r. włączono do miasta Glinianki włącznie z opisanymi Polami Stawowymi. Rozpoczął się wówczas od lat 90. XIX wieku proces powstawania zabudowy o charakterze miejskim. I tak między innymi w latach 1901–1903 zbudowano Gimnazjum św. Elżbiety, w latach 1901–1903 Miejską Szkołę Podstawową, później użytkowaną jako Szkołę Zawodową dla Dziewcząt oraz w latach 1907–1909 Cecylienschule czyli Szkołę Wyższą dla Panien, następnie użytkowaną jako koszary. Zabudowa pozostałej części ulicy w rejonie ulic: Gajowej i Hubskiej powstawała od drugiej połowy XIX wieku, wraz z pierzejową zabudową ulicy Gajowej, przy czym pozostawiono założone stosunkowo wcześnie, bo już w 1901 r., pierwsze miejskie ogródki działkowe.
Podczas oblężenia Wrocławia w 1945 r. natarcie prowadzone przez Armię Radziecką ukierunkowane było z południa. Z tego powodu na osiedlu Huby toczyły się ciężkie walki i w wyniku działań wojennych, a także częściowo wyburzania zabudowy przez broniących miasta Niemców, znaczna część zabudowy osiedla uległa zniszczeniu, a po wojnie nie została odbudowana. Niektórzy autorzy publikacji wskazują, że w tym rejonie miasta bardzo dużo zniszczeń było wynikiem podpaleń dokonanych przez żołnierzy Armii Radzieckiej dokonanych po zdobyciu tego obszaru, w szczególności przy ulicy Glinianej wzniecono pożar trwający od 11 maja 1945 r.. Przy samej ulicy Jana władysława Dawida zachowało się jednak wiele budynków użytkowanych do dziś.
Od lutego 2013 r. do sierpnia 2014 r. na terenie pomiędzy ulicą Jana Władysława Dawida a ulicą Dyrekcyjną prowadzono inwestycję pod nazwą Dyrekcyjna 33. W jej ramach powstała zabudowa mieszkalno-usługowa według projektu pracowni AP Szczepaniak, natomiast inwestorem była firma ATAL S.A. z Cieszyna.

## Nazwy
W swojej historii ulica nosiła następujące nazwy:
- Arletiusstrasse, do 1945 r.[5][29][30]
- Opatowska, od 1945 r. do 1946 r.[5][29]
- Bożogrobowców, od 1946 r. do 24.03.1948 r.[5][29][31]
- Jana Władysława Dawida, od 24.03.1948 r.[1][5][29].

Pierwotna niemiecka nazwa ulicy Arletiusstrasse upamiętniała Johanna Caspara Antona Arleta, urodzonego 1.10.1707 r., zmarłego 25.01.1784 r. we Wrocławiu, który zwany był Arletiusem i który był rektorem otwartego przy tej ulicy Gimnazjum św. Elżbiety. Obecna nazwa ulicy upamiętnia Jana Władysława Dawida, urodzonego w 1859 r., zmarłego w 1914 r., pedagoga i psychologa. Została nadana oficjalnie przez Miejską Radę Narodową uchwałą nr 1065 z 24.03.1948 r..

## Układ drogowy
Do ulicy Jana Władysława Dawida przypisana jest droga gminna o długości 452 m (numer drogi 105449D, numer ewidencyjny drogi G1054490264011), a oprócz tego działka o statusie drogi wewnętrznej o długości 96 m. Ulica łączy ulicę Joannitów z ulicą Gajową i dalej z ulicą Hubską.
Ulica łączy się z następującymi drogami kołowymi:
| Powiązanie                    | Kierunek | Droga                                  | Fotografia | Opis                    |
| ----------------------------- | -------- | -------------------------------------- | ---------- | ----------------------- |
| skrzyżowanie                  | ← →      | ulica Joannitów                        |            | na wprost               |
| włączenie do drogi publicznej | →        | ulica Jana Władysława Dawida – łącznik |            | za zieleńcem w lewo     |
| skrzyżowanie                  | ← →      | ulica Gajowa                           |            | w lewo i w prawo (góra) |
| skrzyżowanie                  | ← →      | ulica Hubska torowisko tramwajowe      |            | w lewo                  |

## Drogi przypisane do ulicy
Ulica położona jest na działkach ewidencyjnych o łącznej powierzchni 10 197 m² (10 181 m²), w tym drogi gminne to 9 390 m² (9 372 m²), a droga wewnętrzna zajmuje 807 m² (809 m²). Ulica na całej długości jest jednojezdniowa. Nawierzchnię jezdni wykonano z granitowej kostki z wyłączeniem odcinka od ulicy Joannitów do skrzyżowania z ulicą Gajową (bez skrzyżowania) i Hubską, gdzie jezdnia posiada nawierzchnię z masy bitumicznej.
| Droga, status, inne                              | Działka                       | Długość               | Powierzchnia          | Fotografia            |
| ------------------------------------------------ | ----------------------------- | --------------------- | --------------------- | --------------------- |
| od ulicy Joannitów do ulicy Gajowej droga gminna | nr 24 AM-18 obręb Południe    | 452 m                 | 6 2542 (6 236²)       |                       |
| od ulicy Gajowej do ulicy Hubskiej droga gminna  | nr 23 AM-18 obręb Południe    | 452 m                 | 3 136 m²              |                       |
| razem drogi gminne                               | 9 390 m² (9 372 m²)           | 9 390 m² (9 372 m²)   | 9 390 m² (9 372 m²)   | 9 390 m² (9 372 m²)   |
| łącznik droga wewnętrzna                         | nr nr 7/2AM-18 obręb Południe | 96 m                  | 807 m² (809 m²)       |                       |
| razem                                            | 10 197 m² (10 181 m²)         | 10 197 m² (10 181 m²) | 10 197 m² (10 181 m²) | 10 197 m² (10 181 m²) |

## Powiązania, znaczenie, komunikacja

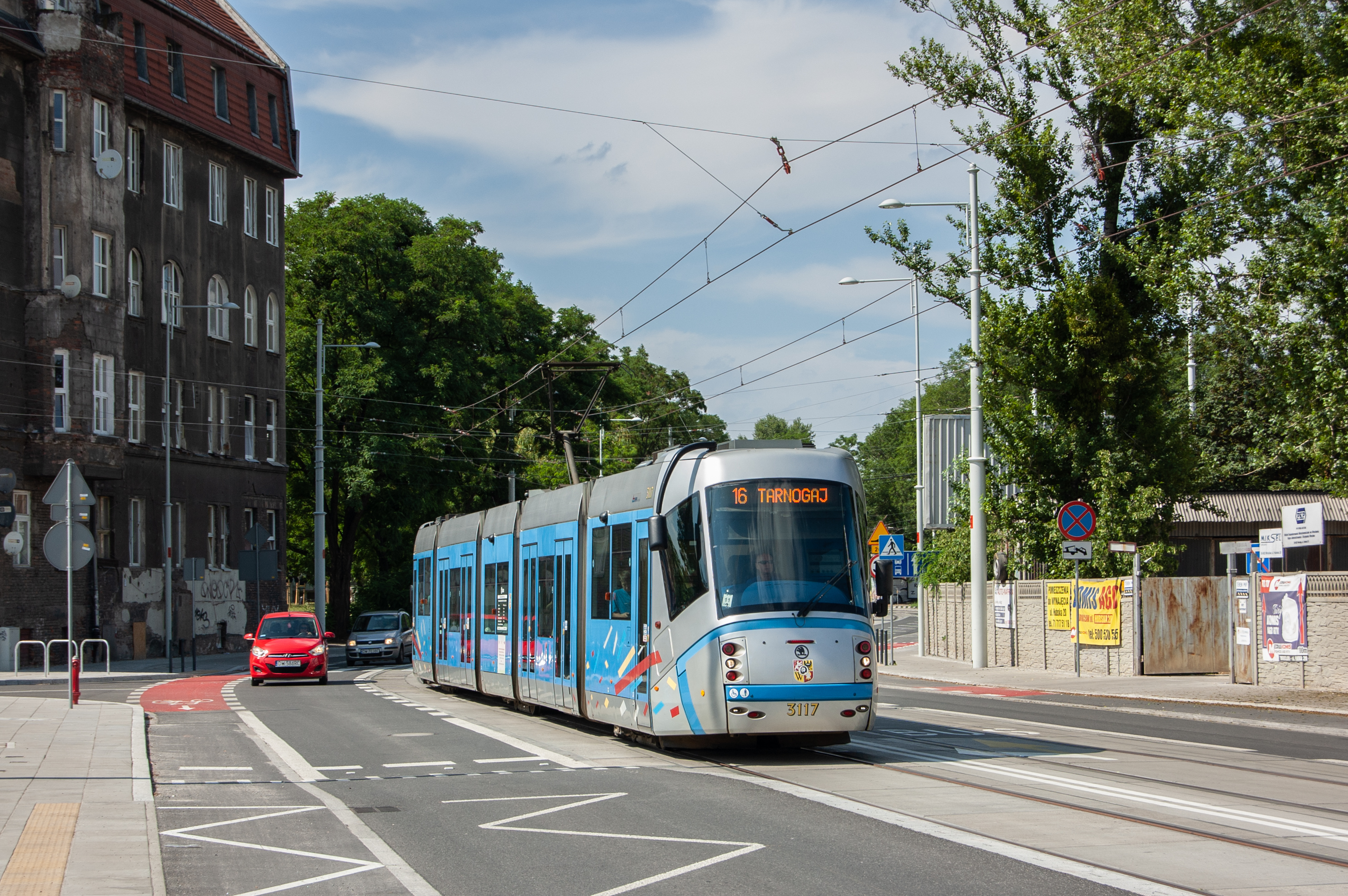
Przystanek „Hubska (Dawida)”

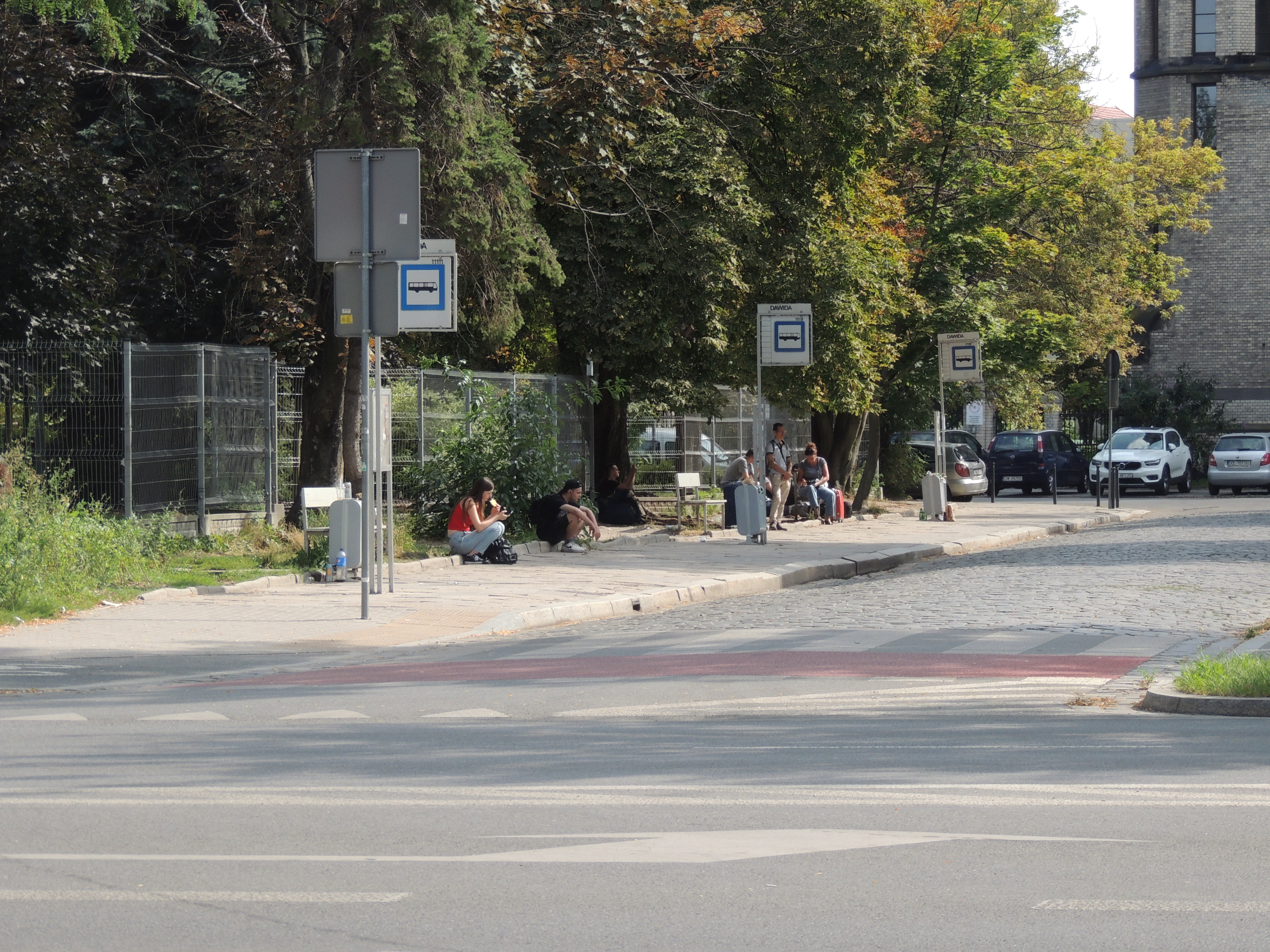
Przystanki „Dawida”

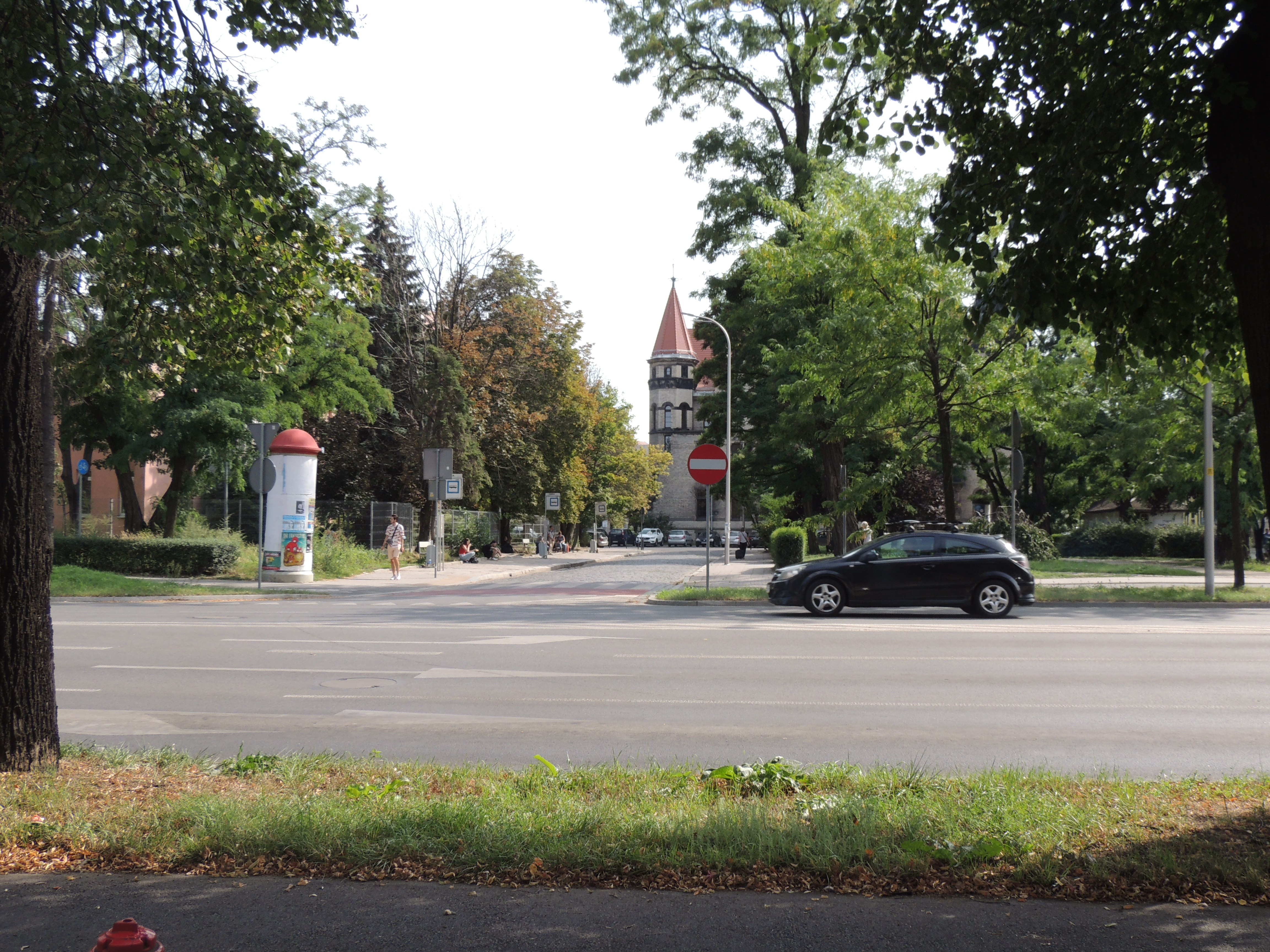
Skrzyżowanie łącznika z ul. Dyrekcyjną

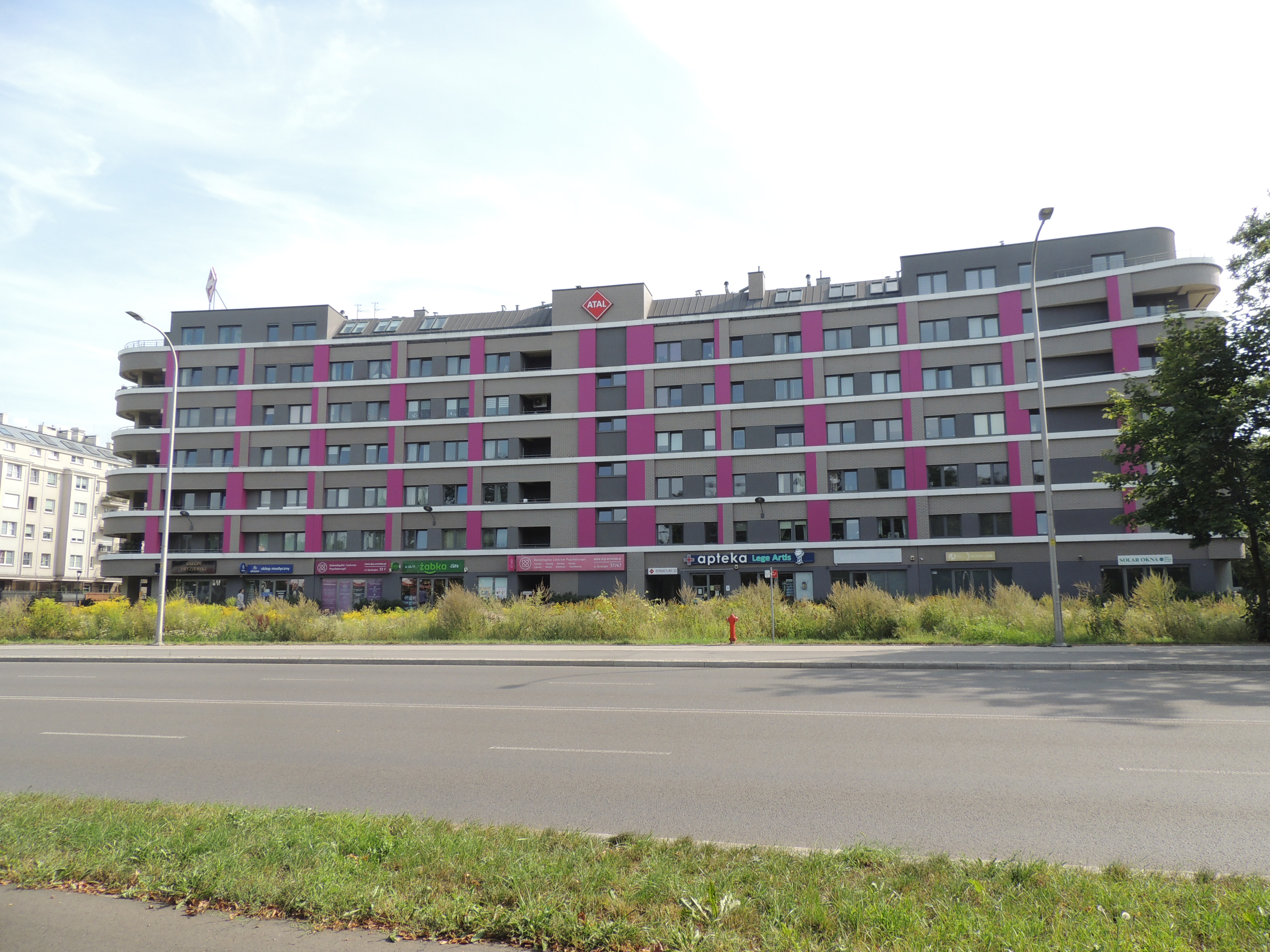
Dyrekcyjna 33

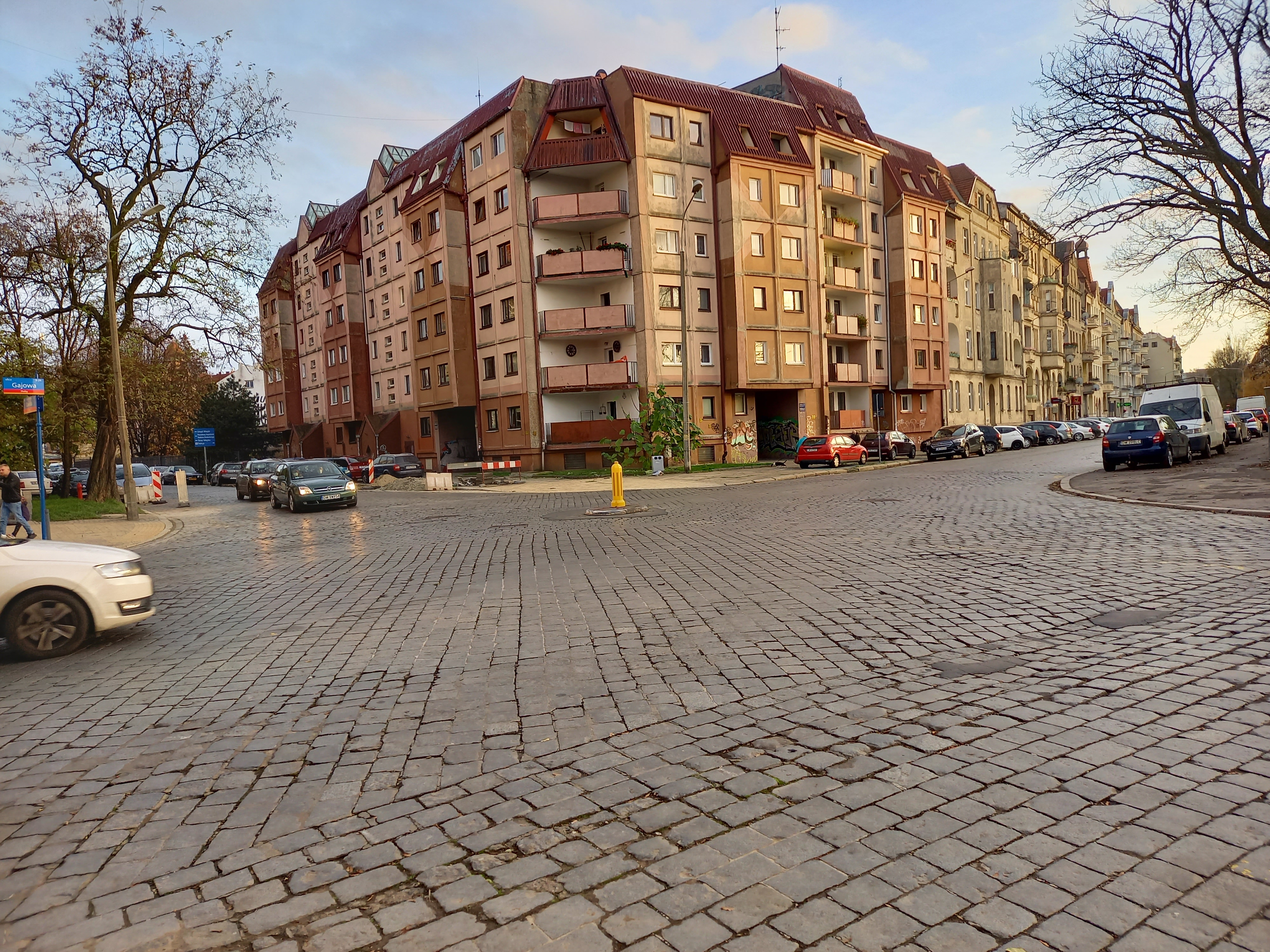
ul. Dawida 13–17 i ul. Gajowa 28

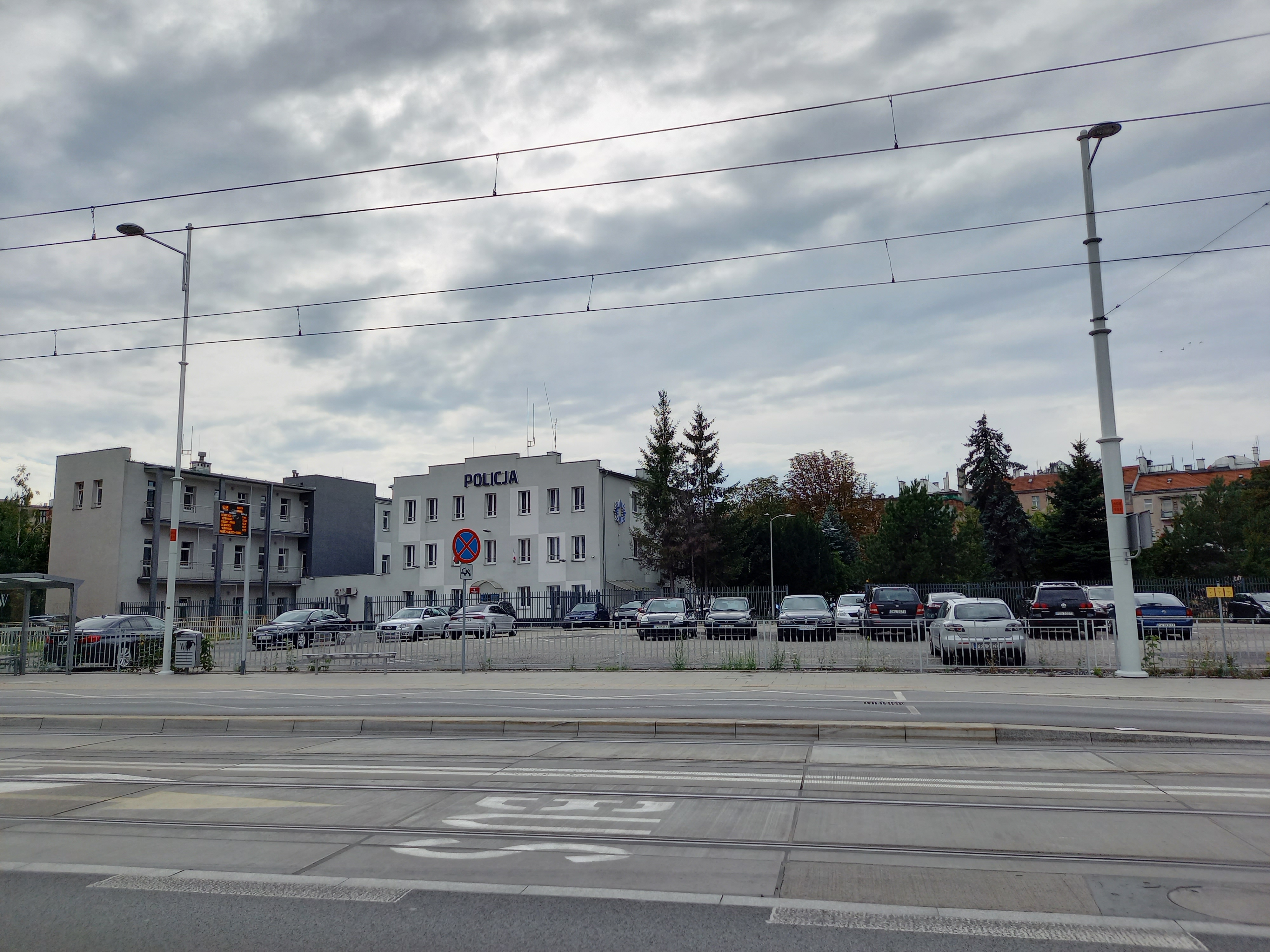
Komisariat policji

Ulicą Jana Władysława Dawida w ramach komunikacji miejskiej nie kursują autobusy miejskie ani nie ma bezpośrednio przy ulicy żadnych przystanków. Przystanki autobusowe znajdują się przy łączniku, stanowiącym drogę wewnętrzną, do przypisanym ulicy Jana Władysława Dawida i noszą one nazwę „Dawida”. Z przystanków tych nie korzystają jednak autobusy miejskie, lecz głównie prywatni przewoźnicy drogowi realizujący lokalne połączenia autobusowe   . Ponadto na ulicy Hubskiej znajduje się przystanek tramwajowo-autobusowy, w dwu kierunkach, w rejonie skrzyżowania z ulicą Jana Władysława Dawida o nazwie „Hubska (Dawida)” .
Ulica wskazana jest dla ruchu rowerowego w ramach strefy ograniczenia prędkości do 30 km/h w powiązaniu z ulicą Joannitów i Gajową oraz w powiązaniu z istniejącymi drogami rowerowymi przy ulicach: Dyrekcyjnej i Hubskiej.
Położone na północ od ulicy Jana Władysława Dawida równoległe ulice: Sucha i Dyrekcyjna mają istotne znaczenie w przestrzeni publicznej. Ulica Sucha stanowi bowiem szkielet przestrzeni publicznej osiedla, natomiast ulica Dyrekcyjna sklasyfikowana została jako ulica stanowiąca przestrzeń publiczną o charakterze ogólnomiejskim. W obszarze tym znajdują się: ważne centrum mobilności i węzły przesiadkowe, z dworcem PKP i dworcem autobusowym  oraz istotny obiekt usługowy C.H. Wroclavia, pełniący także funkcję budowania miejsc wraz z obiektami podnoszącymi rozpoznawalność i orientację w przestrzeni .

## Zabudowa i zagospodarowanie
Ulica Jana Władysława Dawida przebiega przez obszar zabudowy śródmiejskiej.
Zagospodarowanie terenu po stronie południowej na odcinku od ulicy Joannitów do ulicy Gajowej obejmuje obiekty oświaty i teren rodzinnych ogrodów działkowych. Przy skrzyżowaniu z ulicą Joannitów znajduje się teren Uniwersytetu Wrocławskiego z budynkiem głównym. Budynek ten ma cztery kondygnacje nadziemne, powierzchnię zabudowy wynoszącą 1 656 m² i położony jest wraz z innymi budynkami kompleksu na działce o powierzchni 6 382 m². Na kolejnej działce, o powierzchni 5 722 m² zlokalizowany jest Zespół Szkół Zawodowych nr 5 z budynkiem głównym o powierzchni zabudowy 1 065 m² i o czterech kondygnacjach i innymi budynkami. Za tą działką położony jest teren Technikum nr 12 o powierzchni 4 138 m² z pięciokondygnacyjnym budynkiem głównym o powierzchni zabudowy 1 091 m². Za tymi terenami zabudowanymi rozciąga się sięgający ulicy Gajowej teren rodzinnych ogrodów działkowych. Dalej za ulicą Gajową położony jest teren zabudowy mieszkaniowej, z budynkiem mieszkalnym i następnie sięgający ulicy Hubskiej teren komisariatu policji o powierzchni 7 101 m² (7 107 m²).
Po stronie północnej między ulicą Joannitów a łącznikiem znajduje się zieleniec. Dalej znajduje się budynek Narodowego Funduszu Zdrowia o powierzchni zabudowy 759 m² i o dwóch kondygnacjach na działce o powierzchni 5 212 m². Kolejnym obiektem po stronie północnej ulicy jest budynek mieszkalno-usługowy powstały w ramach inwestycji Dyrekcyjna 33, położony na działce o powierzchni 7 630 m², z powierzchnią zabudowy wynoszącą 2 477 m² i o siedmiu kondygnacjach nadziemnych. Dalej do ulicy Gajowej rozciąga się teren boiska. Za ulicą Gajową położona jest pierzejowa zabudowa ciągła, przy czym pierzeję północną ulicy Jana Władysława Dawida, od ulicy Gajowej do ulicy Hubskiej, tworzą kolejno budynki: kamienica o czterech kondygnacjach, a współcześnie internat, ośmiokondygnacyjny, mieszkalny budynek plombowy o czterech klatkach schodowych i kolejna kamienica o pięciu kondygnacjach nadziemnych. Z tyłu tej zabudowy we wnętrzu międzyblokowym położony jest kolejny zieleniec.
Ulica przebiega przez teren o wysokości bezwzględnej od 119,2 do 119,9 m n.p.m..

## Punkty adresowe
W sierpniu 2021 r. przy ulicy znajdowały się następujące punkty adresowe:
- strona południowa – numery nieparzyste:
  - ulica Jana Władysława Dawida 1[90]: Instytut Pedagogiki[61] i Instytut Psychologii[62]
  - ulica Jana Władysława Dawida 1a[91]
  - ulica Jana Władysława Dawida 3[92]
  - ulica Jana Władysława Dawida 5[93]: Zespół Szkół Zawodowych nr 5[66]
  - ulica Jana Władysława Dawida 7[94]
  - ulica Jana Władysława Dawida 9–11[95]: Technikum nr 12[72]
  - ulica Jana Władysława Dawida 11a[96]
  - ulica Jana Władysława Dawida 13[97]: mieszkalny[98]
  - ulica Jana Władysława Dawida 15[99]: mieszkalny[98]
  - ulica Jana Władysława Dawida 17[100]: mieszkalny[98]
- strona północna – numery parzyste:
  - ulica Jana Władysława Dawida 2–6[101][80]: budynek NFZ[77] przy ulicy Dyrekcyjnej 27–31[102]
  - ulica Jana Władysława Dawida 8[103]: Dyrekcyjna 33[28], mieszkalny[83]
  - ulica Jana Władysława Dawida 10[104]: Dyrekcyjna 33[28], mieszkalny[83]
  - ulica Jana Władysława Dawida 16–22[105]: boisko[84][85]
  - ulica Jana Władysława Dawida 24[106]: internat[9][86]
  - ulica Jana Władysława Dawida 26[107]: mieszkalny[87]
  - ulica Jana Władysława Dawida 28[108]: mieszkalny[87]
  - ulica Jana Władysława Dawida 30[109]: mieszkalny[87]
  - ulica Jana Władysława Dawida 32[110]: mieszkalny[87].

## Demografia
Ulica przebiega przez jeden rejon statystyczny, przy czym prezentowane dane są aktualne na dzień 31.12.2020 r.:
| Rejon statystyczny nr | Liczba osób zameldowanych na pobyt stały | Gęstość zaludnienia [os./km²] | obszar                                                                                  |
| --------------------- | ---------------------------------------- | ----------------------------- | --------------------------------------------------------------------------------------- |
| 931400                | 872                                      | 1 954                         | od ul. Joannitów do Gajowej obie strony, od ul. Gajowej do ul. Hubskiej strona północna |
| 931670                | 948                                      | 20 330                        | od ul. Gajowej do ul. Hubskiej strona południowa                                        |

## Zieleń
Tereny zieleni oraz inna zieleń urządzona w otoczeniu ulicy Jana Władysława Dawida:
|  | Zobacz multimedia związane z tematem: Zieleniec przy ul. Dawida |

|  | Zobacz multimedia związane z tematem: Zieleniec przy ul. Hubskiej |

## Ochrona i zabytki
Obszar, przez który przebiega ulica Jana Władysława Dawida podlega ochronie i jest wpisany do gminnej ewidencji zabytków pod pozycją Huby i Glinianki. W szczególności ochronie podlega historyczny układ urbanistyczny w rejonie ulic Suchej, Hubskiej, Kamiennej i Borowskiej, wraz z Parkiem Andersa i zajezdnią oraz osiedlem w rejonie ulic Paczkowskiej i Nyskiej kształtowany sukcesywnie w latach 60. XIX wieku oraz w XX wieku i po 1945 r. Stan zachowania tego układu ocenia się na dobry.
Przy ulicy i w najbliższym sąsiedztwie znajdują się następujące zabytki:
| Obiekt, położenie | Powstanie, rodzaj ochrony | Fotografia |
| --- | --- | ---------- |
| strona południowa | |            |
| Zespół dawnego Gimnazjum św. Elżbiety, obecnie budynki Instytutu Pedagogiki i Psychologii Uniwersytetu Wrocławskiego ulica Jana Władysława Dawida 1–3                                  | cały zespół (w ramach tego zespołu do rejestru zabytków pod nr A/5445/1-4 z dnia 21.12.2011 r. wpisano obiekty: szkoła – budynek główny, dom rektora, budynek toalet, ogrodzenie/mur)   |            |
| Budynek główny Gimnazjum św. Elżbiety, obecnie budynek główny Instytutu Pedagogiki i Psychologii Uniwersytetu Wrocławskiego · ulica Jana Władysława Dawida 1 (ulica Joannitów 3 i 5) · | lata 1901–1903, rozbudowa 1913 r., 1974 r., 1981 r., lata 2001–2006 (remonty i adaptacje) rodzaj ochrony: rejestr zabytków pod nr A/5445/1-4 z dnia 21.12.2011 r.                       |            |
| Dom Rektora Gimnazjum św. Elżbiety, obecnie Instytut Pedagogiki i Psychologii Uniwersytetu Wrocławskiego ulica Jana Władysława Dawida 3                                                | 1901 r., 1979 r. (adaptacja) rodzaj ochrony: rejestr zabytków pod nr A/5445/1-4 z dnia 21.12.2011 r.                                                                                    |            |
| Budynek toalet Gimnazjum św. Elżbiety, obecnie pomieszczenia Uniwersytetu Trzeciego Wieku przy Uniwersytecie Wrocławskim ulica Jana Władysława Dawida 1–3                              | 1901 r., około 2009 r. (adaptacja i modernizacja) rodzaj ochrony: rejestr zabytków pod nr A/5445/1-4 z dnia 21.12.2011 r.                                                               |            |
| Ogrodzenie z bramą posesji Gimnazjum św. Elżbiety, obecnie budynków Uniwersytetu Wrocławskiego ulica Jana Władysława Dawida 1–3                                                        | lata 1901–1903 rodzaj ochrony: rejestr zabytków pod nr A/5445/1-4 z dnia 21.12.2011 r.                                                                                                  |            |
| dawny zespół szkół ludowych, obecnie zawodowych ulica Jana Władysława Dawida 5 | cały zespół (w ramach tego zespołu do rejestru zabytków pod nr A/1304/1-5 z dnia 10.05.2010 r. wpisano obiekty: szkołę, budynek toalet, dom nauczyciela, salę gimnastyczną, ogrodzenie) |            |
| Miejska Szkoła Podstawowa, następnie Szkoła Zawodowa dla Dziewcząt, obecnie Zespół Szkół Zawodowych nr 5 ulica Jana Władysława Dawida 5                                                | lata 1901–1903 rodzaj ochrony: rejestr zabytków pod nr A/1304/1-5 z dnia 10.05.2010 r.                                                                                                  |            |
| Budynek toalet dla dziewcząt przy Miejskiej Szkole Podstawowej, obecnie budynek nieużytkowany ulica Jana Władysława Dawida 5–7 (warsztatów)                                            | 1901 rodzaj ochrony: rejestr zabytków pod nr A/1304/1-5 z dnia 10.05.2010 r. |            |
| Dom Nauczyciela przy Miejskiej Szkole Podstawowej, obecnie budynek administracyjny przy Zespole Szkół Zawodowych nr 5 ulica Jana Władysława Dawida 7                                   | lata 1901–1903 rodzaj ochrony: rejestr zabytków pod nr A/1304/1-5 z dnia 10.05.2010 r.                                                                                                  |            |
| Sala gimnastyczna przy Miejskiej Szkole Podstawowej, obecnie sala gimnastyczna przy Zespole Szkół Zawodowych nr 5 ulica Jana Władysława Dawida 7                                       | lata 1901–1903 rodzaj ochrony: rejestr zabytków pod nr A/1304/1-5 z dnia 10.05.2010 r.                                                                                                  |            |
| Cecylienschule – Szkoła Wyższa dla Panien, następnie koszary, obecnie Zespół Szkół nr 23 ulica Jana Władysława Dawida 9–11                                                             | lata 1907–1909 rodzaj ochrony: rejestr zabytków pod nr A/1304/1-5 z dnia 10.05.2010 r.                                                                                                  |            |
| Ogrodzenie z bramami posesji Wyższej Szkoły dla Panien, obecnie Zespołu Szkół nr 23 ulica Jana Władysława Dawida 5–7 i 9–11                                                            | lata 1907–1909 rodzaj ochrony: rejestr zabytków pod nr A/1304/1-5 z dnia 10.05.2010 r.                                                                                                  |            |
| strona północna | |            |
| Skwer miejski ulica Dawida, działka nr 6 AM-18 obręb Południe | początek XX wieku rodzaj ochrony: gez, mpzp |            |
| Kamienica, obecnie Internat Zespołu Szkół nr 23 ulica Gajowa 26 i ulica Jana Władysława Dawida 24                                                                                      | około 1915 rodzaj ochrony: inny |            |
| Kamienica ulica Hubska 27 (ulica Jana Władysława Dawida 34) | około 1915 rodzaj ochrony: inny |            |
| | Zobacz multimedia związane z tematem: Gimnazjum św. Elżbiety |            |

## Baza TERYT

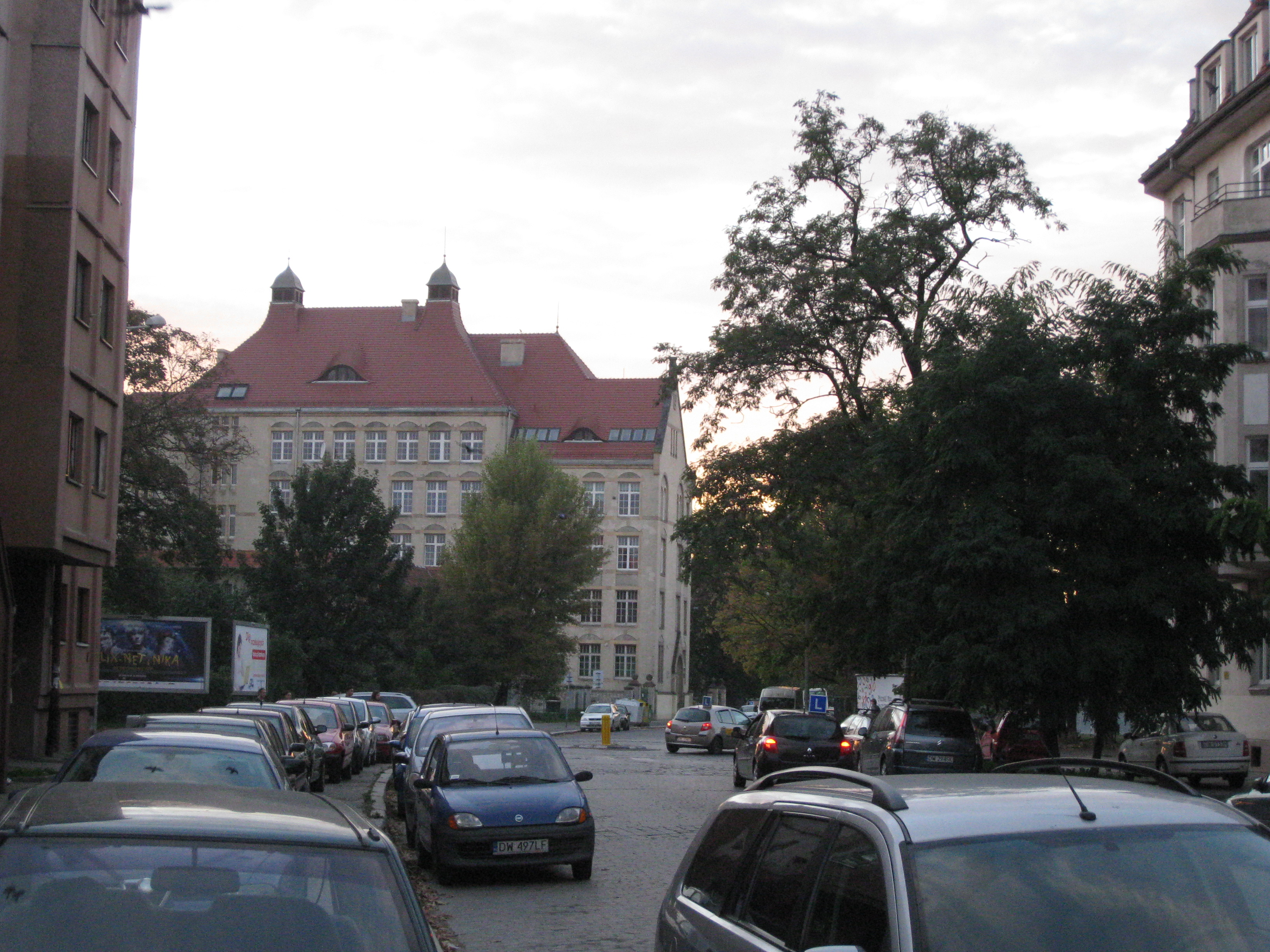
Od numeru 17, w tle szkoła pod nr 9–11

Dane Głównego Urzędu Statystycznego z bazy TERYT, spis ulic (ULIC):
- województwo: DOLNOŚLĄSKIE (02)
- powiat: Wrocław (0264)
- gmina/dzielnica/delegatura: Wrocław (0264011) gmina miejska; Wrocław-Krzyki (0264039) delegatura
- Miejscowość podstawowa: Wrocław (0986283) miasto; Wrocław-Krzyki (0986544) delegatura
- kategoria/rodzaj: ulica
- Nazwa ulicy: ul. Jana Władysława Dawida (03643)[155].